# 上海静安香格里拉大酒店
上海静安香格里拉大酒店（Jing An Shangri-La, West Shanghai）是座落于上海静安寺静安嘉里中心的一間香格里拉酒店集團旗下的五星级酒店。其位于延安中路1218号，毗邻上海展览中心。总建筑面积达450,000平方米。

## 參看
- 香格里拉酒店集團
- 上海浦东香格里拉大酒店

## 外部連結
上海静安香格里拉大酒店网址 （页面存档备份，存于）